# Henry Christophe (játékvezető)
Henry Christophe (1884. július 23. – 1968. június 17.) belga nemzetközi labdarúgó-játékvezető.

## Pályafutása

### Nemzeti játékvezetés
1918-ban vizsgázott, 1919-ben lett az I. Liga játékvezetője. A nemzeti játékvezetéstől 1930-ban vonult vissza.

### Nemzetközi játékvezetés
A Belga labdarúgó-szövetség Játékvezető Bizottsága (JB) terjesztette fel nemzetközi játékvezetőnek, a Nemzetközi Labdarúgó-szövetség (FIFA) 1920-tól tartotta nyilván bírói keretében. Több nemzetek közötti válogatott és klubmérkőzést vezetett, vagy működő társának partbíróként segített. A belga nemzetközi játékvezetők rangsorában, a világbajnokság-Európa-bajnokság sorrendjében többedmagával a 34. helyet foglalja el 1 találkozó szolgálatával. Az aktív nemzetközi játékvezetéstől 1930-ban  búcsúzott. Válogatott mérkőzéseinek száma: 12.

#### Labdarúgó-világbajnokság
A világbajnoki döntőhöz vezető úton Uruguayban rendezték az I., az 1930-as labdarúgó-világbajnokság-ot, ahol a FIFA JB játékvezetőként alkalmazta. Aktívan foglalkoztatták partbíróként, a döntő mérkőzésen, az  |Uruguay–Argentína (4:2) találkozót vezető John Langenus, honfitársának egyik partjelzője volt. Világbajnokságokon vezetett mérkőzéseinek száma: 1 + 4 (partjelző).

##### 1930-as labdarúgó-világbajnokság

###### Világbajnoki mérkőzés
| Időpont           | Helyszín                          | Mérkőzés típusa              | Mérkőzés     | Eredmény | Nézők száma |
| ----------------- | --------------------------------- | ---------------------------- | ------------ | -------- | ----------- |
| 1967. október 28. | Központi Park Stadion, Montevideo | csoportmérkőzés (A. csoport) | Chile–Mexikó | 3 : 0    | 7 000       |

#### Olimpiai játékok
Az 1920. évi, az 1924. évi és az 1928. évi nyári olimpiai játékok labdarúgó tornáin a FIFA JB bíróként foglalkoztatta. A FIFA korabeli elvárásának megfelelően, ha nem vezetett mérkőzést, akkor valamelyik társát partbíróként segítette. 1924-ben, a döntőben a francia Marcel Slawick első számú partbírója volt. Olimpián vezetett mérkőzéseinek száma: 4 + 6 (partjelző).

##### 1920. évi nyári olimpiai játékok
| Időpont             | Helyszín                    | Mérkőzés típusa   | Mérkőzés                  | Eredmény | Nézők száma |
| ------------------- | --------------------------- | ----------------- | ------------------------- | -------- | ----------- |
| 1920. augusztus 29. | Olimpiai Stadion, Antwerpen | egyik negyeddöntő | Franciaország–Olaszország | 3 : 1    | 10 000      |

##### 1924. évi nyári olimpiai játékok
| Időpont         | Helyszín                  | Mérkőzés típusa    | Mérkőzés                 | Eredmény | Nézők száma |
| --------------- | ------------------------- | ------------------ | ------------------------ | -------- | ----------- |
| 1924. május 27. | Központi Stadion, Párizs  | egyik nyolcaddöntő | Franciaország–Lettország | 7 : 0    | 5 145       |
| 1924. június 1. | Pershingi Stadion, Párizs | egyik negyeddöntő  | Egyiptom–Svédország      | 0 : 5    | 6 484       |

##### 1928. évi nyári olimpiai játékok
| Időpont         | Helyszín               | Mérkőzés típusa | Mérkőzés                  | Eredmény | Nézők száma |
| --------------- | ---------------------- | --------------- | ------------------------- | -------- | ----------- |
| 1928. május 29. | Olimpiai Stadion, Róma | első forduló    | Olaszország–Franciaország | 4 : 3    | 2 509       |

## Sportvezetőként
Az aktív játékvezetői pályafutását befejezve a Cercle Sportif Vervietois egyesület elnöke.